# Rhagodia indica
Rhagodia indica är en spindeldjursart som beskrevs av Roewer 1933. Rhagodia indica ingår i släktet Rhagodia och familjen Rhagodidae. Inga underarter finns listade i Catalogue of Life.